# Desert Strike: Return to the Gulf
Desert Strike: Return to the Gulf è un videogioco di genere sparatutto con grafica isometrica sviluppato da Electronic Arts nel 1992 e messo in commercio per molteplici piattaforme.
Nel 1992 il gioco venne distribuito per Amiga, Mega Drive, Master System e Super Nintendo. Nel 1993 uscì la versione per Atari Lynx e nel 1994 quelle per MS-DOS e per Game Gear. Nel 1995 venne distribuita la versione per Game Boy mentre quella per Game Boy Advance venne proposta nel 2002.

## Trama
Un anno dopo la fine della prima guerra del golfo un generale chiamato Kilbaba (Muababa nella versione Game Boy Advance) conquista gli Emirati Arabi e minaccia di iniziare la terza guerra mondiale contro i paesi occidentali. Il mondo teme le minacce del generale e il presidente degli Stati Uniti decide di distruggere il generale e il suo esercito prima che possa sferrare il suo attacco verso il mondo.
Il giocatore comanda uno speciale Apache AH-64A incaricato di svolgere una serie di missioni. Le missioni includono il salvataggio di ostaggi, la distruzione di raffinerie e di lanciatori SS-1 Scud. Il giocatore durante le missioni eliminerà le difese del generale e scoprirà i piani del generale.

## Modalità di gioco
Desert Strike è uno shoot'em up multidirezionale con visuale isometrica che similmente a Choplifter, da cui trae ispirazione, o Raid on Bungeling Bay, consente un gameplay non lineare. Contrariamente agli sparatutto più tradizionali, l'azione ha luogo in aree di gioco piuttosto larghe dove l'elicottero pilotato dal giocatore può muoversi liberamente. All'inizio di ogni missione si può scegliere uno tra i vari co-pilota, ognuno con differenti abilità. Uno di questi, Carlos "Jake" Valdez, viene indicato come M.I.A. (Missing in Action) e diverrà selezionabile solo dopo essere recuperato in una delle missioni. 
Ogni missione di gioco si svolge in una differente mappa composta da più obiettivi da completare, che consistono principalmente nella distruzione di obiettivi nemici o nel recupero di prigionieri o ostaggi. L'elicottero dispone di carburante e munizioni limitate, che possono però essere recuperati in vari punti dell'area di gioco.
Durante l'azione è possibile accedere alla mappa della missione che indica non solo gli obiettivi da perseguire, ma anche tutta una serie di indicatori utili al giocatore, quali bidoni di carburante, casse di munizioni, oppure un'area di atterraggio su cui rilasciare il personale recuperato e ricevere riparazioni. 
L'Apache AH-64A nel gioco è equipaggiato con una mitragliatrice, dei missili Hydra e dei missili Hellfire, che risultano essere i più potenti. Dato che i nemici e le strutture da abbattere dispongono di più o meno corazze, ed avendo munizioni limitate, occorre che il giocatore scelga bene l'arma da utilizzare in ogni situazione. Ogni colpo ricevuto dall'elicottero ne ridurrà la corazza, che una volta raggiunta lo zero lo farà precipitare facendo perdere al giocatore una delle tre vite a disposizione. È possibile ripararla riportando il personale recuperato nella zona indicata sulla mappa oppure raccogliendo particolari oggetti. Il carburante scenderà gradualmente durante l'azione di gioco, un allarme suonerà per indicarne al giocatore un livello troppo basso e se questi raggiungerà lo zero farà schiantare l'elicottero, facendo perdere anche in questo caso una delle vite a disposizione. Una volta perse tutte le vite, la missione terminerà e potrà solo essere ripresa dal principio con tutti gli obiettivi da completare nuovamente.
Sarà dunque compito del giocatore ottimizzare le risorse limitate per completare con successo tutti gli obiettivi di ogni missione. 